# يوشيكاغي كيرا
يوشيكاغي كيرا (Yoshikage Kira), هو أحد شخصيات سلسلة الانمي والمانغا المشهورة مغامرات جوجو العجيبة، وهو الخصم الرئيسي في جزء «الالماسة التي لا تنكسر»

و أيضا هو قاتل متسلسل ومجنون كان موجودا في مدينة موريو لسنوات دون ان يعرف عنه أحد، وبعد ان عاش حياته دون عائق، تغير روتينه بعد ان اخبرت ضحيته السابقة سوغيموتو ريمي مجموعة جوستار للبحث عنه، وقد أصبح مطارد بعد قتله ل«شيغيكيو يانغو» أو شيغيتشي

و هو أيضا بطل القصة القصيرة «أسئلة الرجل الميت».

## مظهره
كيرا لديه العديد من الاشكال طوال ظهوره في الجزء الرابع، مع ذلك فطوله لم يتغير وجسمه النحيف رياضيا لم يتغير.

### مظهره الاصلي
كيرا لديه شعر أشقر ذو تسريحة خاصة وهو يسرحه إلى الوراء دائما، يرتدي دائما سترة وربطة عنق فيها شكل جماجم، تشبه الجماجم الموجودة في الملكة القاتلة، وباعتباره مهتم بمهنته فهو دائما يرتدي بدلة العمل، ولكنه يخلع السترة في المنزل.

### كوساكو - كيرا
عندما قتل كيرا كاواجيري كوساكو، تغير شكل كيرا إلى شكل كوساكو، واضبح لديه شعر اسود شائك مثله، ولكنه احتفظ بزيه المعتاد مع تغير لون البدلة احيانا.

بعد ان تلقى ضربة سهم واكتسب قدرة القنبلة الثالثة للملكة القاتلة، تغيرت تسريحة كيرا فقد صفف شعره وطلاه باللون الابيض مع خطوط سوداء.

### الشبح
بعد موته مباشرة احتفظ بجزء بسيط من بقايا كوساكو لكنه عاد بعده إلى شكله السابق، ثم تغيرت ملابسه تماما فقد أصبح يضع قبعة مع تغير واضح في زيه.

## شخصيته
كيرا هو قاتل متسلسل يتميز بالهدوء والركيزة دائما، مع القليل من الميول الشيطاني له 

كيرا يحب ان يكون لديه حياة آمنة هادئة بدون ازعاج، وكلما ضمن حياة سليمة وهادئة زادت ثقته، على الرغم من ذكائه الحاد وامتلاكه للعديد من المواهب، حصل كيرا دائما على المركز الثالث في جميع المسابقات التي اشترك فيها، منذ شبابه كيرا يرغب بحياة هادئة وينزعج إذا اعترض طريقه شخص ما، كما قال والده، فأن هواية كيرا المفضلة هي قص وجمع اظافره وعندما ينزعج يبدأ بعض عظافره بشدة كما ظهر وهو يعبر عن خيبة امله بها

مع انه يمتلك راتب بسيط وكيرا متواضع جدا أيضا، الصفة الشاذة في كيرا هي نبضاته السريعة عندما يرغب بقتل النساء أو على الاقل النساء النتي لديهن ايدي جميلة، والتي ظهرت أول مرة عندما حصل عنده انتصاب عندما شاهد صورة المونليزا وايديها أول مرة عندما كان طفلا، ومع ذلك فهو يقتل نساء بشكل عشوائي، وهو دائما يحتفظ بأيديهن المقطوعة بعد موتهن بصفتهن صديقات، كما لو كانت الايادي المقطوعة تحدثه، وعندما تتلاشى اليد التي يحتفظ بها يبحث عن واحدة أخرى، وكيرا هو قاتل مطارد يحدد الضحية ويتبعها ثم عندما تنفرد يقتلها، ولم يجد أحد أي دليل عنه لأنه يفجر ضحاياه، مع ذلك فقد اعرب كيرا عن طرق أخرى للقتل مثل الخنق حتى الموت، وطرق أخرى كما فعل مع سوغيموتو ريمي

و كيرا أيضا عنيف بشكل خاص عندما يقوم شخص ما يتهديد حياته، ويفعل أي شيء من اجل حل مشاكله دون مواجهة الشخص مباشرة، وهو أيضا يقتل فورا كل من يكتشف حقيقته، وسرعان ما يفقد كيرا سلوكه المهذب عندما يعاقب اعدائه ويهينهم، وبعد ان هزم كيرا كويتشي قام بركله وتعذيبه وقد جذب الانتباه دون ان يشعر، وقد عذبه بقوة ووضع حذائه في فمه، وضرب وجهه بالارض، وكيرا عادة يفقد السيطرة على الموقف كما رأسنا عندما قام هاياتو بأبتزازه كاد ان يقتله ببرود على الرغم من انه لايتحمل

كيرا أيضا لديه صفات أخرى فكونه يرب بحياة هادئة وسليمة، يعني انه دقيق جدا، كيرا لديه اذواق راقية مثل شراء غذائه من اغلى متجر في المدينة ويرتدي ملابس غالية الثمن، وهو أيضا لا يحب ان الشخض غير المرتب كما فعل عندما رتب جورب كويتشي المقلوب، لأنه انزعج من مظهره، وعندما أخذ هيئة كوساكو حاول كيرا تقليد طريقة حياته مثل خط يده ولكنه لم يتمكن من التخلص من صفاته

كيرا أيضا شخص متمركز على الذات والانانية وهو اشبه بالطفل المدلل، ولا يهمه جرائمه التي تجعل اقارب ضحاياه يحزنون، لأنه يسعى فقط لتحقيق اهدافه، وايضا كيرا يحافظ على مبدأ الحياة السليمة، وايضا كيرا يلقي اللوم على الاشخاص التي بسبب مشاكله كما فعل على مجموعة جوستار عندما دمروا حياته، كيرا أيضا يملك الفخر في كونه مزج بين القتل التسلسلي والحياة الهادئة حيث انه رفض الهرب والعيش خارج المدينة 

| ”     | لا أحد يستطيع ان يجدني , لا أحد يعرفني , لا أحد يعرف اني القاتل | “ |
| —كيرا |                                                                 |   |

أيضا كيرا شخص دقيق جدا، ولا يترك دليل خلف جرائمه، والسبب الرئيسي لمواجهته لمجموعة جوستار هو عندما وضع يد ضحيته في كيس ولم يلاحظ عندما أخذ شيغيتشي الكيس، وهذا كان سبب أول لقاء بينه وبين مجموعة جوستار، وايضا عندما ترك سترته عند الخياط وترك اسمه الحقيقي في السترة، وايضا هو لايمانع بالعودة إلى مكان الجريمة مثل عندما قام كويتشي بهزيمة «قنبلة القلب», وايضا عندما كان يوبخ هاياتو قال اسمه الحقيقي امام جوسكي بالخطأ

و يعتقد كيرا ان الحظ والمصير بجانبه دائما، مدعيا انه إذا واجه عقبة سيكون القدر معه دائما، وهو دائما يقص اظافره ويجمعها، لأنها كانت تطول كلما زادت غريزة القتل عنده

عندما اخترق السهم كيرا أصبح أكثر هدوء واسترخاء، بسبب قوته الجديدة، وقد تباهى بصوت عالي وقال اسمه مما ادى إلى ان يسمعه جوسكي، مدعيا انه «يوشيكاغي كيرا» أقوى من الجميع

عند قتاله مع «القط الشارد» حاول كيرا حماية زوجته شينويو كاواجيري من الاذى، وقد ادعى كيرا بأن ذلك كان من اجل ان لا يلفت الشكوك حوله، ولم يعرف ما إذا كان ذلك مشاعر حقيقة أو لا

بهيئة الشبح فقد كيرا جميع ذاكرته وكونه قاتل ورغبته بالقتل ولم يعرف سوى اسمه، لكن مازال لديه رغبة الحياة السلمية ووحشية كامنة.

## علاقاته

### عائلته

#### يوشيهيرو كيرا
كان هدف والده يوشيهيرو هو حماية ابنه الوحيد حتى لو ساعده في القتل المهم ان يكون ابنه سعيد في حياته الهادئة، على الرغم من ذلك كان كيرا يتجاهل نصائح والده قليلا مثل مغادرة موريو، وفي النهاية قتل والد كيرا بأكثر طريقة سخرية وهي تفجيره بواسطة قنلبة من ابنه بعد ان ادعى جوسكي بأنه والد كيرا بتقليد صوته.

#### أمه
كان لكيرا والدة وقد ظهرت في صورة لكن لم يعرف علاقتها بكيرا وهي ميتة منذ زمن.

### عائلة كوساكو

#### شينوبو كواجيري
بعد ان انتحل كيرا شخصية كاواجيري كوساكو، حاول جاهدا تقليده والحياة مع زوجته، وقد انجذبت شينوبو نحو كيرا واحبته، وكيرا حاول قمع رغبته في قتلها وبالتالي تعامل معها بلطف (متظاهرا), وبعد ان حماها من القط الشارد كانت مشاعر كيرا تجاه شينوبو مزدهرة أكثر.

#### هاياتو
هاياتو كان يشتبه بكيرا حيث انه علم بتغير صفات والده، في حين ان كيرا لم يهتم بالطفل الفضولي، وبعد ان علم هاياتو بحقيقته أصبحت علاقتهما عدائية جدا، وقد حاول كيرا قتل هاياتو بسبب غضبه، وهاياتو رسم خطة ليوقع بكيرا وقد نجح ليدخل كيرا في قتال مع جوسكي.

### الاعداء

#### هيغاشيكاتا جوسكي
جوسكي كان يكن الضغينة تجاه كيرا بعد ان قتل صديقه شيغيتشي، على الرغم من انه لم يره، وقد أصبح يكرهه بشدة، لكن كيرا لم يعرف به، وهما لم يلتقيان سوى مرات قليلة، وبعدها لاحظ كيرا قوة جوسكي وكان حذرا في قتاله معه.

#### كيشيبي روهان
روهان كان غريبا عن كيرا، على الرغم من ان كيرا كان على وشك قتله منذ زمن بعيد وقامت ريمي بحماية روهان، وقد حاول روهان ايجاد كيرا والبحث عنه واعتبره عدوا، ولكن كيرا لم يرغب في قتاله لأنه يعرف قوة روهان، وايضا يعرف كيرا بأن روهان مناجاكا (مؤلف مانجا) مشهور، وقد كان كيرا يرغب بقتل روهان من بعيد.

#### هيروسي كويتشي
كويتشي اكتشف حقيقة كيرا، لذلك أصبح عدوه وقد تعرض كيرا لأهانة من قبل كويتشي امام العامة بصورة غير مباشرة، وقد قام كيرا بضرب كويتشي بشدة وحطمه وكاد يقتله، وايضا في النهاية كان كويتشي أحد اسباب موت كيرا عندما قام بتثبيته ارضا.

#### نيجيمورا أوكوياسو
بعد ان قتل كيرا شيغيتي، كره أوكوياسو كيرا وعتبره عدوا وبحث عنه، لكن كيرا لم يرغب قتاله بشكل مباشر، واثناء القتال ضد جوسكي قام كيرا بتفجير اوكوياسو واعتقد انه مات، لكنه تفاجئ عندما عاد اوكوياسو وتصدى لهجومه.

#### كوجو جوتارو
أول لقاء كان بين كيرا وجوتارو هو عند متجر الخياط، وقد تعرض جوتارو لأصابات خطيرة من «النوبة القلبية (أحد قدرات كيرا)», قلل كيرا من قوة جوتارو بسبب اصابته، لكنه في النهاية تعرض للسحق من جوتارو والنجم البلاتيني (ستاند جوتارو), وبعدها أصبح كيرا يتجنب قتاله، وقبل موت كيرا بقليل تعرض للسحق من جوتارو مرة أخرى.

### ضحاياه

#### سوغيموتو ريمي
كانت ريمي أول ضحية لكيرا قبل خمسة عشر عاما حيث قام بقتلها مع عائلتها وحتى كلبها ارنولد، وكونها شبحا ظلت ريمي في موريو للبحث عن شخص يساعدها لقتل كيرا، من اجل الحفاظ على سلامة موريو، وقد تذكر اسمها عندما ذكره شيغيتشي، وبعد ان مات كيرا وتحول إلى شبح لم يتمكن من التعرف عليها وقد تسببت بسحب كيرا بواسطة اشباح الازقة، وقد صعدت بعدها إلى السماء.

#### شييكيو يانغو
اكتشف شيغيتي حقيقة كيرا بالصدفة وقد صدم عندما عرف انه القاتل المتسلسل، وقد تقاتل معه لكن سرعان ما هزمه كيرا بسهولة، وقد هرب شيغيتي وحاول تحذير جوسكي لكن تخلص منه كيرا بسرعة، وحاول نسيان امره.

#### آيا تسوجي
لم يكن بينهما أي تفاعل لكن كيرا علم بقدرتها عن تغير الهيئة لذلك اجبرها على استخدام قدرتها عليه وبعدها فجر جسدها.

#### كاواجيري كوساكو
لم يكن بين كوساكو وكيرا أي تفاعل ولم يعرف بعضهما البعض، لكن كيرا اختطفه وجره إلى صالون ايا وقتله واخذ شخصيته، واظهر كيرا انزعاج من رغبة كوساكو في الترقية بالعمل الذي يجبره على الاعتذار كثيرا، مما يعني ان كيرا كان اعلى منه رتبة.

## قوته وقدراته
ستاند كيرا الخاص اسمه الملكة القاتلة وهو يشبه في تركيب جسمه البشر، وهو قادر على تفجير خصومه بسرعة فائقة وسهولة ويختفي الشخص تماما بعد الانفجار، وهذه القدرة فيها ثلاث اشكال #1 , #2 , #3.
- القنلة رقم 1 (التحويل إلى قنبلة): عن طريق اللمس الملكة القاتلة قادرة على تحويل أي شيء إلى قنبلة قوية وهي تنتقل إلى أول شخص يلمسها ثم تفجره.
- القنبلة رقم 2 (النوبة القلبية): وهي قنبلة متحركة تظهر من يد كيرا وتتبع كل شيء على حسب درجة الحرارة، وهي قوية وتفجر كل شيء، قوة الانفجار حسب درجة الحرارة حتى درجة حرارة الجسم كافية للتفجير.
- القنبلة رقم 3 (بايتسو زا داستو): هذه القدرة قوية جدا حيث انها تجعل أي شخص يعرف اسم كيرا يتفجر فورا وتسمح له باعادة الزمن ساعة للوراء والتلاعب به، وهي قدرة غريبة ولديها نقطة ضعف هي ان كيرا لا يتمكن من القتال عندما يفعلها.

### القنابل الجوية (القط الشارد)
كيرا ابقى القط الشارد في بطن الملكة القاتلة، مما تسمح للملكة القاتلة بشحن كرات الهواء التي يقذفها القط الشارد بالقنابل، وهي أيضا غير مرئية وقوية جدا، وقال كيرا بانه يتحكم بها ببعض الطرق الرياضية والمعادلات، ولكن قام اوكياسو بكشط القط الشارد وذهبت هذه القدرة.

## المعارك
- كيرا ضد شيغيتشي

النتيجة : فوز كيرا بسهولة
- كيرا ضد كويتشي

النتيجة : فوز كيرا بسهولة
- كيرا ضد كوجو جوتارو

النتيجة : فوز جوتارو بسهولة
- كيرا ضد جوسكي

النتيجة : فوز جوسكي بصعوبة
- كيرا ضد جوتارو

النتيجة : فوز جوتارو بسهولة

## هوامش
- وفقا لكيرا فأن مجموع عدد النساء التي قتلهن هو 48.
- أول جريمة قتل له كانت في تاريخ 13 أغسطس 1983 , وهو في سن 18 سنة.
- وفقا لقائمة أفضل 10 شخصيات مفضلة عند اراكي، كيرا هو أكثر شرير مفضل عنده وثاني أفضل شخصية عنده.
- وفقا لما قال اراكي فأن أخذ كيرا لشخصية كوساكو مستوحى من رواية فيليب كديك
- كيرا قطع يده اليسرى مرتان (عندما قطعها للتخلص من قنبلة النوبة القلبية والاخرى عندما هاجمه المنضفون), وقطعت يده اليمنى عندما هاجمه ارنولد كلب ريمي.
- قصة قتل كيرا لريمي تشبه قصة «رعب البشر»
- على الرغم من انه الخصم الرئيسي في الجزء الرابع، كيرا لا يظهر حتى مرور نصف الانمي، وقد ظهور أول مرة عندما كان في سيارته مع يد أحد ضحاياه، أيضا ظهر قبلها بلمحة بسيطة في الحلقة 86 عندما سيطر أكيرا على كهرباء موريو، بالأضافة إلى انه ليس اقوى خصم في الجزء ف«أوتويشي أكيرا» يفوقه قوة.